# Ляэнеметс, Лаури
Лаури Ляэнеметс (эст. Lauri Läänemets; род. 31 января 1983, Таллин) — эстонский политический и государственный деятель. Председатель Социал-демократической партии. Министр внутренних дел Эстонии с 18 июля 2022 по 11 марта 2025 года. В прошлом — депутат Рийгикогу XIV созыва (2019—2022).

## Биография
Родился 31 января 1983 года в Таллине, столице Эстонской ССР.
Окончил в 2001 году Пиритаскую экономическую гимназию в микрорайоне Пирита, а в 2007 году — Таллинский университет по специальности менеджмент рекреационных услуг. В 2019 году окончил курс командира роты в Школе Кайтселийта (Союза обороны Эстонии), награждён знаком отличия Кайтселийта III степени.
Был одним из руководителей скаутского движения Эстонии и помощником полицейского.
В 2005—2006 гг. — председатель правления студенческого самоуправления Таллинского университета (Tallinna Ülikooli üliõpilaskond), в 2006–2007 гг. — председатель правления Круглого стола Таллинских студенческих самоуправлений (Tallinna Üliõpilaskondade Ümarlaud, TÜÜL). В 2007—2008 гг. — советник Союза студенческих объединений Эстонии. При нём был открыт Дом студента (Ратушная площадь), в котором действуют студенческие организации. Многие используют помещения бесплатно, оплачивая лишь коммунальные и административные расходы.
В 2008—2010 гг. — член партии Народный союз Эстонии. Баллотировался на выборах в Европейский парламент 2009 года.
После провала объединения партий, вступил в Социал-демократическую партию перед парламентскими выборами 2011 года. В 2011—2013 гг. — президент Молодых социал-демократов. На съезде Социал-демократической партии в концертном зале «Ванемуйне» в Тарту в 2019 году баллотировался на должность председателя, Рийна Сиккут набрала 120 голосов делегатов и не прошла во второй тур. Новым председателем во втором туре избран Индрек Саар, который набрал 231 голосов, Лаури Ляэнеметс набрал 201 голос. На съезде Социал-демократической партии в Эстонской академии музыки и театра 5 февраля 2022 года баллотировался на должность председателя. Рийна Сиккут набрала 197 голосов делегатов, а Лаури Ляэнеметс набрал 234 голоса и стал новым председателем.
В 2010—2013 гг. — советник Таллинской городской управы и Таллинского городского собрания.
В 2013—2017 гг. — старейшина волости Вяэтса. В 2014—2017 гг. — заместитель председателя правления Союза самоуправлений уезда Ярвамаа (Järvamaa Omavalitsuste Liit).
Баллотировался на парламентских выборах 2011 года в избирательном округе № 2, на парламентских выборах 2019 года — в избирательном округе Ярвамаа и Вильяндимаа. Избран по результатам парламентских выборов 2023 года в избирательном округе № 8 (Ярвамаа и Вильяндимаа).
Стал депутатом Рийгикогу XIV созыва, заменил Марину Кальюранд, избранную на выборах 2019 года депутатом Европейского парламента, был заместителем председателя конституционной комиссии.
18 июля 2022 года назначен министром внутренних дел Эстонии в втором правительстве Каи Каллас, сформированном после распада коалиции. 17 апреля 2023 года назначен министром внутренних дел Эстонии в третьем правительстве Каи Каллас, сформированном после парламентских выборов.

## Уголовное преследование в России
12 марта 2024 года власти РФ объявили в розыск Лаури Ляэнеметса. Карточка с его именем появилась в базе МВД России. ТАСС со ссылкой на источник сообщал, что в отношении министра возбудили дело об «уничтожении или повреждении памятников советским воинам». По мнению Ляэнеметса, действия России можно трактовать и как попытку изоляции от всего мира его и других чиновников. Глава МВД Эстонии добавил, что его не пугает объявление в розыск, но он относится к нему серьезно.

## Нападение на авто Ляэнеметса
В ночь на 8 декабря 2023 года в пустующем личном автомобиле Ляэнеметса были разбиты стёкла. Позднее Полиция безопасности арестовала подозреваемых, которые, по данным следствия, получали инструкции от российских спецслужб. «Это часть гибридных атак, осуществляемых Россией», — заявил Ляэнеметс.

## Личная жизнь
Не женат. Имеет дочь.

## Награды
- Золотой знак МВД Эстонии (2025)[14]